# Le Fréchet
Pour les articles homonymes, voir Fréchet.
Le Fréchet est une commune française située dans l'ouest du département de la Haute-Garonne, en région Occitanie. Sur le plan historique et culturel, la commune est dans le pays de Comminges, correspondant à l’ancien comté de Comminges, circonscription de la province de Gascogne située sur les départements actuels du Gers, de la Haute-Garonne, des Hautes-Pyrénées et de l'Ariège.
Exposée à un climat océanique altéré, elle est drainée par divers petits cours d'eau. La commune possède un patrimoine naturel remarquable composé de deux zones naturelles d'intérêt écologique, faunistique et floristique.
Le Fréchet est une commune rurale qui compte 120 habitants en 2022, après avoir connu un pic de population de 256 habitants en 1836. Ses habitants sont appelés les Fréchetois ou  Fréchetoises.

## Géographie

### Localisation
La commune du Fréchet se trouve dans le département de la Haute-Garonne, en région Occitanie.
Elle se situe à 62 km à vol d'oiseau de Toulouse, préfecture du département, à 20 km de Saint-Gaudens, sous-préfecture, et à 52 km de Bagnères-de-Luchon, bureau centralisateur du canton de Bagnères-de-Luchon dont dépend la commune depuis 2015 pour les élections départementales.
La commune fait en outre partie du bassin de vie de Martres-Tolosane.
Les communes les plus proches sont : 
Boussens (3,1 km), Mancioux (3,5 km), Laffite-Toupière (3,7 km), Marignac-Laspeyres (3,7 km), Roquefort-sur-Garonne (3,9 km), Bouzin (4,4 km), Alan (4,6 km), Auzas (4,9 km).
Sur le plan historique et culturel, Le Fréchet fait partie du pays de Comminges, correspondant à l’ancien comté de Comminges, circonscription de la province de Gascogne située sur les départements actuels du Gers, de la Haute-Garonne, des Hautes-Pyrénées et de l'Ariège.
Le Fréchet est limitrophe de sept autres communes.
Les communes limitrophes sont  Alan, Aurignac, Auzas, Boussens, Mancioux, Marignac-Laspeyres et Martres-Tolosane.
| Alan     | Marignac-Laspeyres | Martres-Tolosane |
| Aurignac | du Fréchet         | Boussens         |
| Auzas    | Mancioux           |                  |

### Géologie et relief
La superficie de la commune est de 421 hectares ; son altitude varie de 318  à   485 mètres.

### Hydrographie

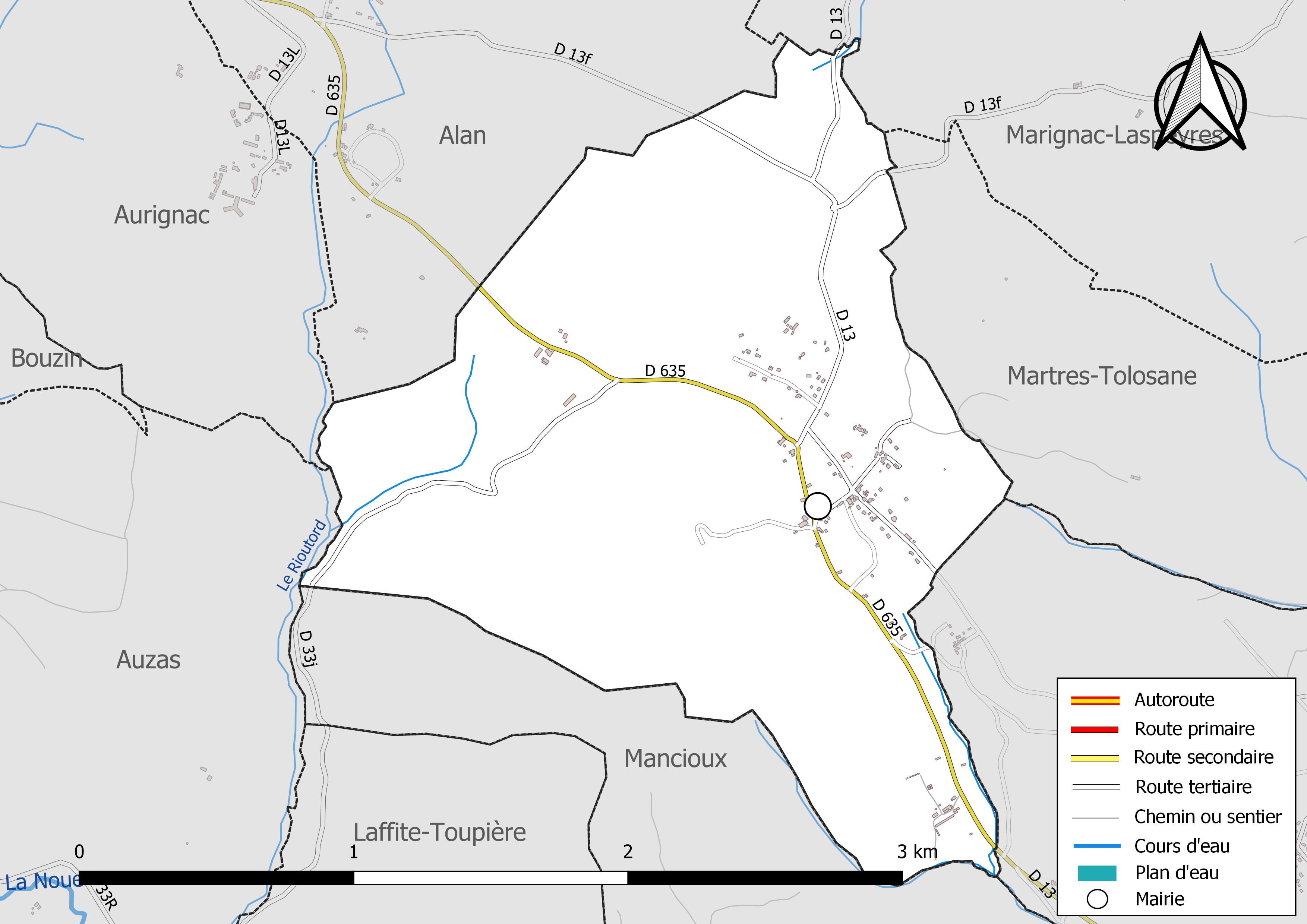
Réseaux hydrographique et routier duFréchet.

La commune est dans le bassin de la Garonne, au sein du bassin hydrographique Adour-Garonne. Elle est drainée par des petits cours d'eau, constituant un réseau hydrographique de 3 km de longueur totale,.

### Climat
Pour des articles plus généraux, voir Climat de l'Occitanie et Climat de la Haute-Garonne.
En 2010, le climat de la commune est de type climat océanique altéré, selon une étude s'appuyant sur une série de données couvrant la période 1971-2000. En 2020, Météo-France publie une typologie des climats de la France métropolitaine dans laquelle la commune est dans une zone de transition entre le climat océanique altéré et le climat de montagne ou de marges de montagne et est dans une zone de transition entre les régions climatiques « Aquitaine, Gascogne » et « Pyrénées centrales ».
Pour la période 1971-2000, la température annuelle moyenne est de 12,4 °C, avec une amplitude thermique annuelle de 14,8 °C. Le cumul annuel moyen de précipitations est de 903 mm, avec 9,7 jours de précipitations en janvier et 6,6 jours en juillet. Pour la période 1991-2020, la température moyenne annuelle observée sur la station météorologique la plus proche, située sur la commune de Palaminy à 11 km à vol d'oiseau, est de 13,2 °C et le cumul annuel moyen de précipitations est de 715,2 mm,. Pour l'avenir, les paramètres climatiques de la commune estimés pour 2050 selon différents scénarios d'émission de gaz à effet de serre sont consultables sur un site dédié publié par Météo-France en novembre 2022.

### Milieux naturels et biodiversité

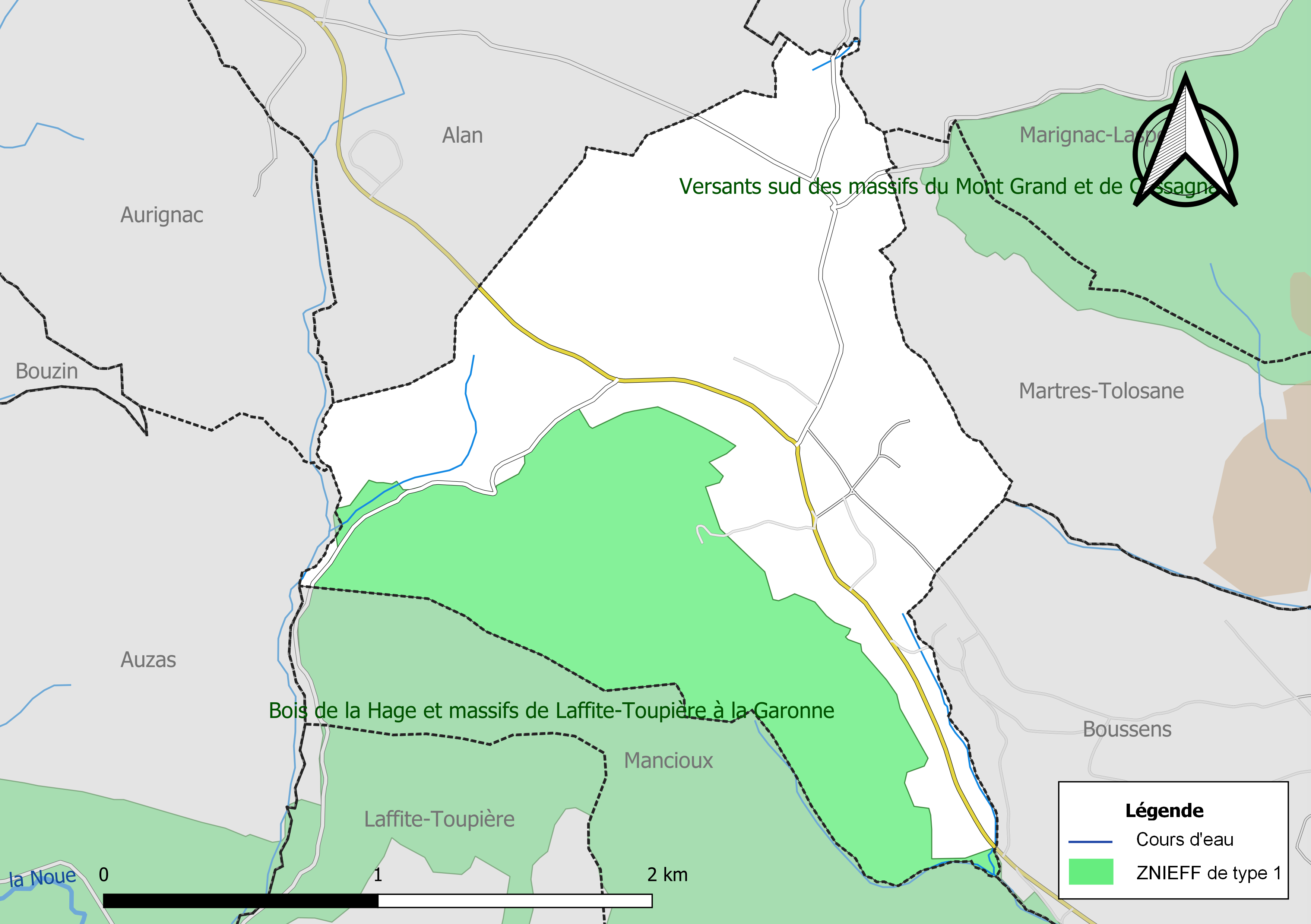
Carte de la ZNIEFF de type 1 localisée sur la commune.

L’inventaire des zones naturelles d'intérêt écologique, faunistique et floristique (ZNIEFF) a pour objectif de réaliser une couverture des zones les plus intéressantes sur le plan écologique, essentiellement dans la perspective d’améliorer la connaissance du patrimoine naturel national et de fournir aux différents décideurs un outil d’aide à la prise en compte de l’environnement dans l’aménagement du territoire.
Une ZNIEFF de type 1 est recensée sur la commune :
les « bois de la Hage et massifs de Laffite-Toupière à la Garonne » (1 069 ha), couvrant 8 communes du département et une ZNIEFF de type 2, : 
les « Petites Pyrénées en rive gauche de la Garonne » (3 525 ha), couvrant 12 communes du département.

## Urbanisme

### Typologie
Au 1er janvier 2024, Le Fréchet est catégorisée commune rurale à habitat dispersé, selon la nouvelle grille communale de densité à sept niveaux définie par l'Insee en 2022.
Elle est située hors unité urbaine et hors attraction des villes,.

### Occupation des sols
L'occupation des sols de la commune, telle qu'elle ressort de la base de données européenne d’occupation biophysique des sols Corine Land Cover (CLC), est marquée par l'importance des forêts et milieux semi-naturels (50,8 % en 2018), une proportion identique à celle de 1990 (50,8 %). La répartition détaillée en 2018 est la suivante : 
forêts (42,9 %), zones agricoles hétérogènes (34,3 %), prairies (14,9 %), milieux à végétation arbustive et/ou herbacée (7,8 %). L'évolution de l’occupation des sols de la commune et de ses infrastructures peut être observée sur les différentes représentations cartographiques du territoire : la carte de Cassini (XVIIIe siècle), la carte d'état-major (1820-1866) et les cartes ou photos aériennes de l'IGN pour la période actuelle (1950 à aujourd'hui).

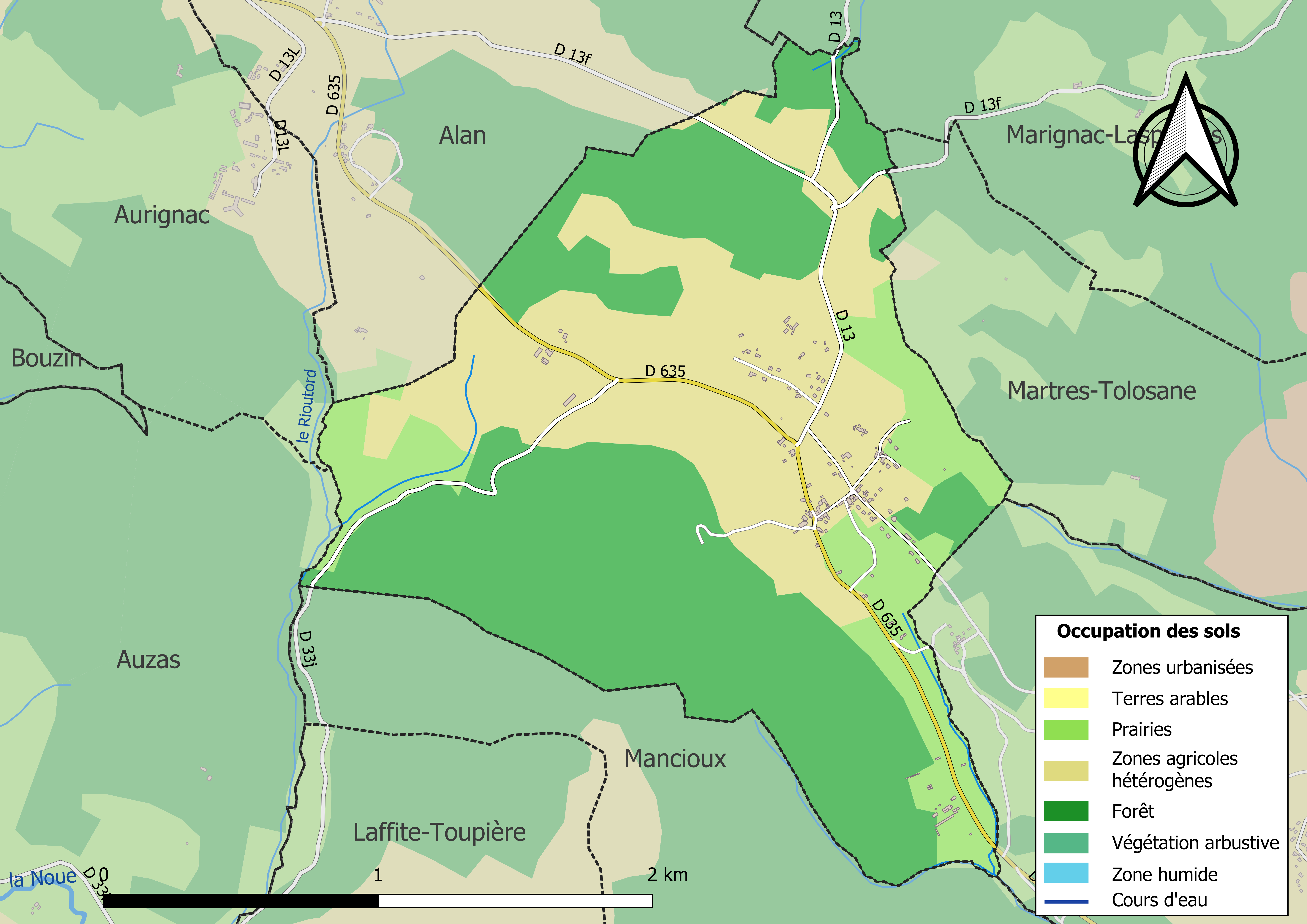
Carte des infrastructures et de l'occupation des sols de la commune en 2018 (CLC).

### Voies de communication et transports
- Par la route :  l'A64 sortie  21 puis prendre la D 635 ancienne Route nationale 635, ainsi qu'avec le réseau Arc-en-Ciel.

- Par le train : en gare de Boussens sur la ligne Toulouse - Bayonne.

### Risques majeurs
Le territoire de la commune duFréchet est vulnérable à différents aléas naturels : météorologiques (tempête, orage, neige, grand froid, canicule ou sécheresse), feux de forêts et séisme (sismicité faible). Un site publié par le BRGM permet d'évaluer simplement et rapidement les risques d'un bien localisé soit par son adresse soit par le numéro de sa parcelle.
Un plan départemental de protection des forêts contre les incendies a été approuvé par arrêté préfectoral du 25 septembre 2006. Le Fréchet est exposée au risque de feu de forêt du fait de la présence sur son territoire du massif des Petites Pyrénées. Il est ainsi défendu aux propriétaires de la commune et à leurs ayants droit de porter ou d’allumer du feu dans l'intérieur et à une distance de 200 mètres des bois, forêts, plantations, reboisements ainsi que des landes. L’écobuage est également interdit, ainsi que les feux de type méchouis et barbecues, à l’exception de ceux prévus dans des installations fixes (non situées sous couvert d'arbres) constituant une dépendance d'habitation,

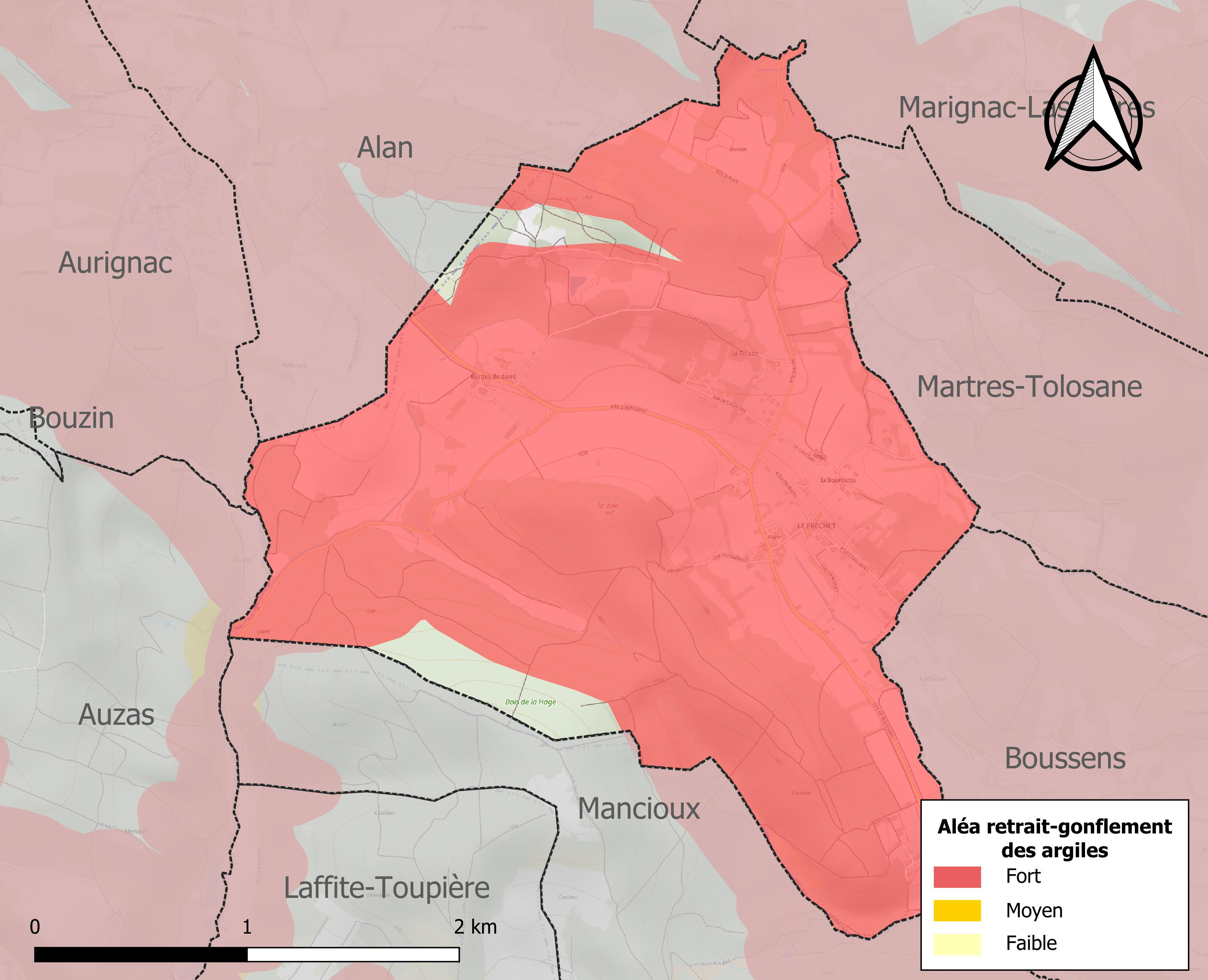
Carte des zones d'aléa retrait-gonflement des sols argileux duFréchet.

Le retrait-gonflement des sols argileux est susceptible d'engendrer des dommages importants aux bâtiments en cas d’alternance de périodes de sécheresse et de pluie. 94,1 % de la superficie communale est en aléa moyen ou fort (88,8 % au niveau départemental et 48,5 % au niveau national). Sur les 62 bâtiments dénombrés sur la commune en 2019, 62 sont en aléa moyen ou fort, soit 100 %, à comparer aux 98 % au niveau départemental et 54 % au niveau national. Une cartographie de l'exposition du territoire national au retrait gonflement des sols argileux est disponible sur le site du BRGM,.
Par ailleurs, afin de mieux appréhender le risque d’affaissement de terrain, l'inventaire national des cavités souterraines permet de localiser celles situées sur la commune.
Concernant les mouvements de terrains, la commune a été reconnue en état de catastrophe naturelle au titre des dommages causés par la sécheresse en 1989, 1994 et 2003 et par des mouvements de terrain en 1999.

## Politique et administration

### Administration municipale
Le nombre d'habitants au recensement de 2011 étant compris entre 100 et 499, le nombre de membres du conseil municipal pour l'élection de 2014 est de onze,.

### Rattachements administratifs et électoraux
Commune faisant partie de la huitième circonscription de la Haute-Garonne, de la communauté de communes Cagire-Garonne-Salat et du canton de Bagnères-de-Luchon.

### Liste des maires
| Période                                  | Période  | Identité        | Étiquette | Qualité                      |
| ---------------------------------------- | -------- | --------------- | --------- | ---------------------------- |
| juin 1995                                | 2014     | Didier Thomas   |           |                              |
| 2014                                     | En cours | Frédéric Lavail | SE        | journaliste et autres médias |
| Les données manquantes sont à compléter. |          |                 |           |                              |

## Population et société

### Démographie
L'évolution du nombre d'habitants est connue à travers les recensements de la population effectués dans la commune depuis 1793. Pour les communes de moins de 10 000 habitants, une enquête de recensement portant sur toute la population est réalisée tous les cinq ans, les populations de référence des années intermédiaires étant quant à elles estimées par interpolation ou extrapolation. Pour la commune, le premier recensement exhaustif entrant dans le cadre du nouveau dispositif a été réalisé en 2007.

En 2022, la commune comptait 120 habitants, en évolution de +13,21 % par rapport à 2016 (Haute-Garonne : +8,02 %, France hors Mayotte : +2,11 %).
| 1793 | 1800 | 1806 | 1821 | 1831 | 1836 | 1841 | 1846 | 1851 |
| ---- | ---- | ---- | ---- | ---- | ---- | ---- | ---- | ---- |
| 169  | 158  | 146  | 204  | 234  | 256  | 252  | 249  | 255  |

| 1856 | 1861 | 1866 | 1872 | 1876 | 1881 | 1886 | 1891 | 1896 |
| ---- | ---- | ---- | ---- | ---- | ---- | ---- | ---- | ---- |
| 210  | 215  | 237  | 232  | 216  | 200  | 176  | 174  | 159  |

| 1901 | 1906 | 1911 | 1921 | 1926 | 1931 | 1936 | 1946 | 1954 |
| ---- | ---- | ---- | ---- | ---- | ---- | ---- | ---- | ---- |
| 146  | 135  | 123  | 109  | 119  | 112  | 97   | 111  | 107  |

| 1962 | 1968 | 1975 | 1982 | 1990 | 1999 | 2006 | 2007 | 2012 |
| ---- | ---- | ---- | ---- | ---- | ---- | ---- | ---- | ---- |
| 85   | 99   | 112  | 114  | 127  | 103  | 110  | 111  | 111  |

| 2017 | 2022 | - | - | - | - | - | - | - |
| ---- | ---- | - | - | - | - | - | - | - |
| 103  | 120  | - | - | - | - | - | - | - |

| selon la population municipale des années : | 1968 | 1975 | 1982 | 1990 | 1999 | 2006 | 2009 | 2013 |
| Rang de la commune dans le département      | 463  | 404  | 390  | 421  | 443  | 454  | 462  | 466  |
| Nombre de communes du département           | 592  | 582  | 586  | 588  | 588  | 588  | 589  | 589  |

### Enseignement
Le Fréchet fait partie de l'académie de Toulouse.

### Activités sportives
Chasse, pétanque, randonnée pédestre,

## Économie

### Emploi
|                | 2008  | 2013   | 2018   |
| -------------- | ----- | ------ | ------ |
| Commune        | 2,9 % | 11,7 % | 13,8 % |
| Département    | 7,7 % | 9,6 %  | 9,3 %  |
| France entière | 8,3 % | 10 %   | 10 %   |

En 2018, la population âgée de 15 à 64 ans s'élève à 57 personnes, parmi lesquelles on compte 77,6 % d'actifs (63,8 % ayant un emploi et 13,8 % de chômeurs) et 22,4 % d'inactifs,. En  2018, le taux de chômage communal (au sens du recensement) des 15-64 ans est supérieur à celui du département et de la France, alors qu'en 2008 la situation était inverse.
La commune est hors attraction des villes,. Elle compte 10 emplois en 2018, contre 14 en 2013 et 13 en 2008. Le nombre d'actifs ayant un emploi résidant dans la commune est de 36, soit un indicateur de concentration d'emploi de 27,1 % et un taux d'activité parmi les 15 ans ou plus de 49,5 %.
Sur ces 36 actifs de 15 ans ou plus ayant un emploi, 6 travaillent dans la commune, soit 16 % des habitants. Pour se rendre au travail, 86,5 % des habitants utilisent un véhicule personnel ou de fonction à quatre roues, 10,8 % les transports en commun et 2,7 % n'ont pas besoin de transport (travail au domicile).

### Activités hors agriculture
9 établissements sont implantés  au Fréchet au 31 décembre 2019.
Le secteur de la construction est prépondérant sur la commune puisqu'il représente 44,4 % du nombre total d'établissements de la commune (4 sur les 9 entreprises implantées  au Le Fréchet), contre 12 % au niveau départemental.

### Agriculture
|               | 1988 | 2000 | 2010 | 2020 |
| ------------- | ---- | ---- | ---- | ---- |
| Exploitations | 15   | 12   | 7    | 3    |
| SAU (ha)      | 215  | 173  | 127  | 179  |

La commune est dans les « Coteaux de Gascogne », une petite région agricole occupant une partie ouest du département de la Haute-Garonne, constitué d'un relief de cuestas et de vallées peu profondes, creusés par les rivières issues du massif pyrénéen, avec une activité de polyculture et d’élevage. En 2020, l'orientation technico-économique de l'agriculture  sur la commune est l'élevage de bovins, pour la viande. Trois exploitations agricoles ayant leur siège dans la commune sont dénombrées lors du recensement agricole de 2020 (15 en 1988). La superficie agricole utilisée est de 179 ha,,.

## Culture locale et patrimoine

### Lieux et monuments
- Église Notre-Dame du Fréchet du XIIe siècle
- Château

### Héraldique
| Blason de Le Fréchet | Blason  | Écartelé : aux 1er et 4e d'argent à une aigle de sable, aux 2e et 3e d'or à un cerf saillant de sable et à la bande de gueules chargée de trois étoiles d'argent, brochante ; sur le tout, d'orangé à quatre larmes d'argent ordonnées et posées en croix. |
| Blason de Le Fréchet | Détails | Armes de Jean de Durand de Rivals, seigneur du Fréchet au XVIIe siècle. Le statut officiel du blason reste à déterminer. |

## Pour approfondir